# Ohaba (Alba)
Ohaba (deutsch Neudorf, ungarisch Székásszabadja) ist eine rumänische Gemeinde im Kreis Alba in der Region Siebenbürgen.

## Geographische Lage

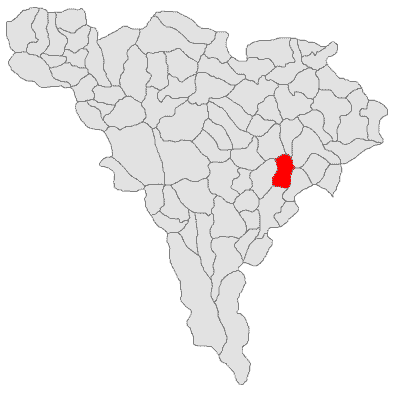
Lage der Gemeinde Ohaba im Kreis Alba

Die Gemeinde Ohaba, liegt im Zekesch-Hochland (Podișul Secașelor) im Südwesten des Siebenbürgischen Beckens. An der Kreisstraße (Drum județean) DJ 106K gelegen, befindet sich der Ort Ohaba etwa 40 Kilometer östlich der Kreishauptstadt Alba Iulia (Karlsburg) (14 Kilometer, Luftlinie) entfernt.

## Geschichte
Der Ort Ohaba wurde erstmals 1372 unter der ungarischen Bezeichnung villa Wyfalw und seit 1733 unter der heutigen Bezeichnung urkundlich erwähnt.
Militärische Steuerbescheide von 1818, 1830 und 1848 zeigen, dass die Anzahl der Hörigen des Ortes stetig anstieg und ab 1823 bis zur Revolution von 1848 alle Einwohner Hörige waren.

## Bevölkerung
1850 lebten auf dem Gebiet der heutigen Gemeinde 1757 Einwohner; 1718 davon waren Rumänen und 39 Roma. 1956 wurde mit 3264 die größte Bevölkerungszahl, auch gleichzeitig die der Rumänen (3259) registriert. Die höchste Anzahl der Ungarn (31) wurde 1900, der Deutschen (7) 1890 und die der Roma (39) 1850 ermittelt. Die Einwohnerzahl nahm ab 1956 deutlich ab; 2002 lebten in der Gemeinde noch 920 Menschen; 914 waren Rumänen, drei Ungarn und drei Roma.

## Sehenswürdigkeiten
- Die Rumänisch-Orthodoxe Kirche, 1926 errichtet und 1990 erneuert.